# ساكاموتو تسوتسومي

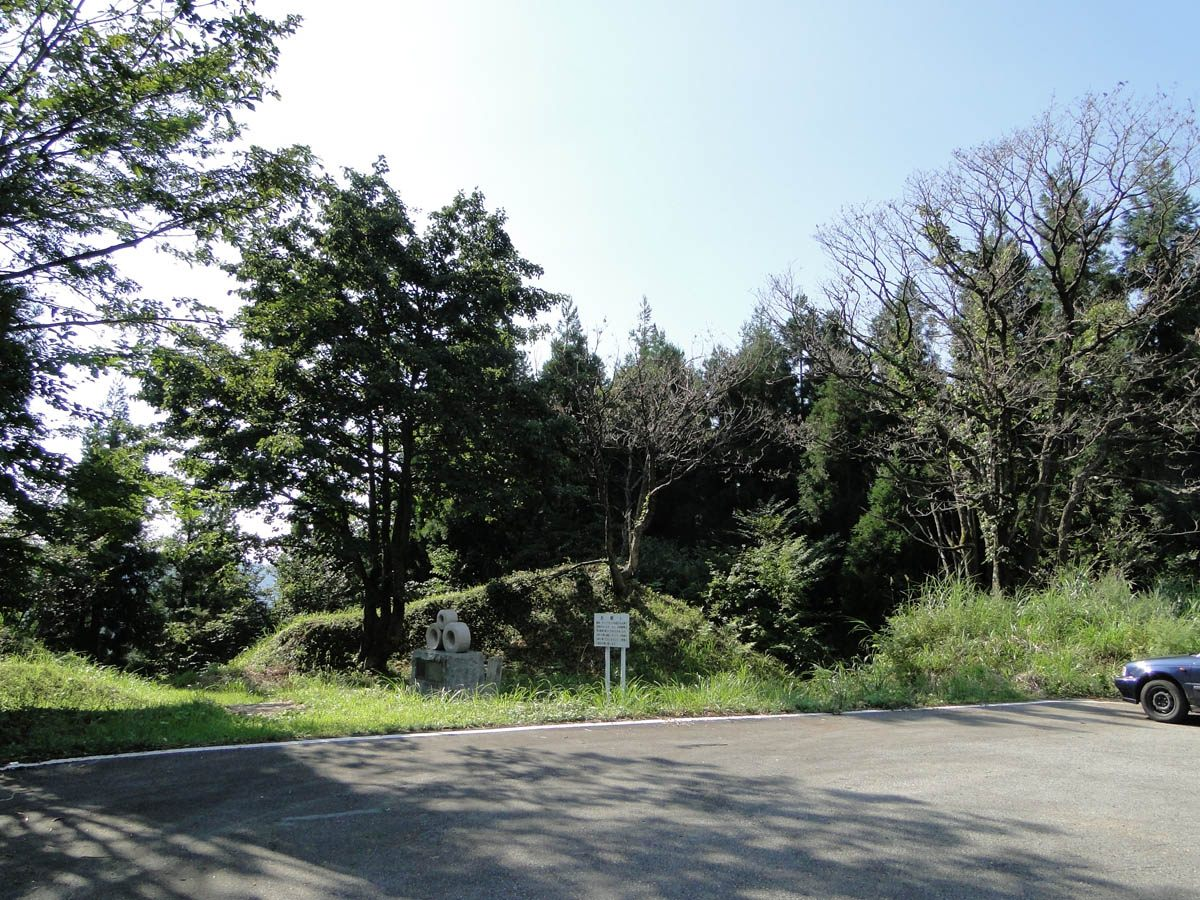

تسوتسومي ساكاموتو (坂本堤 ساكاموتو تسوتسومي 8 أبريل 1956 - 5 نوفمبر 1989)، هو محام يعمل على دعوى ضد طائفة أوم شنريكيو المحظورة في اليابان، قتل ومعه زوجتة وطفله، من قبل الجناة الذين اقتحموا شقته. بعد ست سنوات، تم الكشف عن القتلة وثبت أن القتلة كانوا أعضاء في أم شينريكيو وقت ارتكاب الجريمة.
في أعقاب هجمات طوكيو، اتهمت الشرطة أعضاء أوم هيديو موراي، وتوماسا ناكاجاوا، وكازاكي أوكازاكي، وساتورو هاشيموتو بقتل عائلة ساكاموتو. استمرت محاكمة كازواكي أوكازاكي لوقت قصير، حيث أقر بأنه مذنب في جميع التهم. لم يقدم هيديو موراي أي محاكمة، حيث طعنه قاتل كوري حتى الموت في أبريل / نيسان 1995 أثناء نقله من قبل الشرطة. في عام 2000، أدين آخر مرتكبين للجريمة، ناكاجاوا وهاشيموتو، بجرائم القتل. في 25 يوليو 2000، حكم على أوكازاكي وناكاجاوا وهاشيموتو بالإعدام شنقا.
في عام 2017، نشر ناكاجاوا مذكرات من السجن تخلى فيها عن معتقداته الخاصة بأوم، واعتذر لعائلات ضحاياه، وأشار إلى زعيم أوم شوكو أساهارا بأنه «مجرم».